# Ruellia stelligera
Ruellia stelligera är en akantusväxtart som beskrevs av Raymond Benoist. Ruellia stelligera ingår i släktet Ruellia och familjen akantusväxter. Inga underarter finns listade i Catalogue of Life.